# Kalemie
Kalemie (ranije Albertville/Albertstad) glavni je grad provincije Tanganyika u Demokratskoj Republici Kongo. Leži na obali jezera Tanganjika.
Grad je osnovan 1892. godine kao belgijska vojna utvrda. Vremenom je postao važna luka na jezeru. Godine 2005. snažan je potres porušio na desetke kuća u gradu.
Prema popisu iz 2004. godine, Kalemie je imao 92.971 stanovnika.

## Gradovi prijatelji
- Steinheim

## Vanjske poveznice
- Neslužbena stranica  Arhivirana inačica izvorne stranice od 23. ožujka 2010. (Wayback Machine) (fr.)